# Macrocoma hulai
Macrocoma hulai é uma espécie de escaravelho de folha endémico a Socotra.  Esteja descrito por Stefano Zoia em 2012.  Está nomeado após que Vladimir Hula, quem recolheu a parte dos especímenes estudou.